# Ablabesmyia simpsoni
Ablabesmyia simpsoni är en tvåvingeart som beskrevs av Roback 1985. Ablabesmyia simpsoni ingår i släktet Ablabesmyia och familjen fjädermyggor.
Artens utbredningsområde är New York. Inga underarter finns listade i Catalogue of Life.